# Ханчжоувань
Ханчжоува́нь (Ханчжоуский залив, устар. Ханчжоу; кит. 杭州湾) — залив на западе Восточно-Китайского моря у берегов Восточного Китая. Длина 150 км, ширина у входа около 110 км. Максимальная глубина — 13 м. На входе в залив располагается архипелаг Чжоушань. С западной стороны в Ханчжоувань впадает река Фучуньцзян. Крупный порт — Ханчжоу.
Второй по длине в мире Мост через залив Ханчжоувань, призванный сократить путь из Шанхая до промышленной зоны Нинбо на 120 км, был открыт для проезда 1 мая 2008 года.